# Glogova
Glogova é uma comuna romena localizada no distrito de Gorj, na região de Oltênia. A comuna possui uma área de 51.32 km² e sua população era de 1872 habitantes segundo o censo de 2007.